# Solenogastres
Solenogastres са таксономичен раздел мекотели, които според различните класификации са определяни като клас или подклас от клас Безпанцерни мекотели.

## Морфологични особености
За разлика от останалите мекотели представителите на таксона не притежават раковина. Покрити са от арагонитни склерити (варовикови шипчета), които биват добре развити или са по-слабо представени.
Около 80% от представителите притежават радула, докато при останалите е вторично редуцирана. Липсват същински ктенидии, а дихателнафункция изпълняват хрилеподобни образувания.
Описани са над двеста вида, като повечето от тях са хищници, които консумират различни видове мешести, основно корали.